# Olena Sadownytscha
Olena Anatolijiwna Sadownytscha (ukrainisch Олена Анатоліївна Садовнича; * 4. November 1967 in Kiew, Ukrainische SSR) ist eine ukrainische Bogenschützin, die zwei olympische Medaillen gewann.
Olena Sadownytscha erreichte bei den Olympischen Spielen 1996 in Atlanta das Halbfinale, wo sie der späteren Olympiasiegerin Kim Kyung-wook unterlag. Im Kampf um Bronze konnte sie sich gegen die Türkin Elif Altinkaynak durchsetzen. Mit der ukrainischen Mannschaft verlor Sadownytscha im Viertelfinale gegen die Polinnen und belegte in der Gesamtwertung den fünften Platz.
1997 erreichten die Ukrainerinnen bei der Weltmeisterschaft das Mannschaftsfinale und verloren dort gegen die Südkoreanerinnen. Bei den Olympischen Spielen 2000 verpasste Sadownytscha im Einzelwettbewerb die Runde der letzten 16. Die ukrainische Mannschaft erreichte das Finale und verlor dort erneut gegen Südkorea.